# Ninjago: Geheimnis der Tiefe (Seabound)
Geheimnis der Tiefe (Originaltitel Seabound) ist die vierzehnte Staffel der computeranimierten TV-Serie Ninjago (vor Staffel 11 Ninjago: Meister des Spinjitzu). Die Serie wurde von Michael Hegner und Tommy Andreasen entwickelt. Die Staffel, die nach Geheimnis der Tiefe (The Island) spielt, wurde im Oktober 2021 ausgestrahlt.
Im Mittelpunkt der Staffel steht die Elementarmeisterin des Wassers Nya. Sie folgt der Storyline, in der ihre elementaren Kräfte gestört werden und dies mit einer alten mythischen Kreatur zusammenhängt. Die Handlung dreht sich um die Ninja Jay, Zane, P.I.X.A.L. und Lloyd, die tief unter das Meer reisen, um das Geheimnis hinter Nyas elementaren Kräften zu ergründen. In der Staffel werden zwei Antagonisten namens Miss Achtung und Prinz Kalmaar eingeführt, wobei letzterer der Hauptantagonist der Staffel ist. Sie ist Kirby Morrow gewidmet, dem Synchronsprecher der Figur Cole, der vor der Premiere der Staffel verstorben war.

## Synchronisation (Hauptcharaktere)
| Rolle               | Englischer Sprecher | Deutscher Sprecher   |
| ------------------- | ------------------- | -------------------- |
| Lloyd Garmadon      | Sam Vincent         | Christian Zeiger     |
| Kai                 | Vincent Tong        | Jörn Linnenbröker    |
| Ray                 | Vincent Tong        | Peter Flechtner      |
| Jay                 | Michael Adamthwaite | Sebastian Kluckert   |
| Zane                | Brent Miller        | Timo Kinzel          |
| Cole                | Kirby Morrow        | Dirk Stollberg       |
| Nya                 | Kelly Metzger       | Magdalena Turba      |
| Meister Wu          | Paul Dobson         | Reinhard Scheunemann |
| P.I.X.A.L.          | Jennifer Hayward    | Marieke Oeffinger    |
| Maya                | Jillian Michaels    | Uschi Hugo           |
| Prinz/König Kalmaar | Giles Panton        | Tim Knauer           |
| Benthomaar          | Cole Howard         | Philip Süß           |

## Kirby Morrows Verlust
Die 14. ist die letzte Staffel, in der Kirby Morrow im Original die Hauptfigur Cole spricht, die er seit Beginn der Serie ein Jahrzehnt lang verkörperte. Am 25. November 2020 bestätigte LEGO in einer Erklärung auf Twitter, dass der Schauspieler seine Aufnahmen für die Staffel abgeschlossen hatte und dass diese seinem Andenken gewidmet sein würde. In der Erklärung hieß es außerdem: "Wir trauern um den tragischen Verlust des Ninjago-Darstellers Kirby Morrow, der Cole mehr als zehn Jahre lang verkörperte. Seine engagierte Darstellung verlieh der Figur eine einzigartige Sensibilität und bereitete den unzähligen Fans, die Ninjago seit 2011 genossen haben, viel Freude."

## Erscheinung
Die Vorfreude auf die Staffel wuchs Anfang 2021, noch vor ihrer Veröffentlichung. Dies wurde durch mehrere Andeutungen von Co-Entwickler Tommy Andreasen auf Twitter in den vorangegangenen Monaten genährt, darunter die Bemerkung, dass "ein Ninja sich in den kommenden Geschichten dramatisch verändern wird". Ein offizielles Vorschaubild für die Staffel wurde im März 2021 auf der Lego Life veröffentlicht. Es zeigte die sechs Ninja beim Sprung ins Wasser mit Nya in der Mitte, was ihre Rolle als zentrale Figur der Staffel beweist. Am 16. Mai 2021 bestätigte Hauptautor Bragi Schut auf Twitter, dass es sich bei dieser um die vierzehnte Staffel der Serie handelt, doch am 10. Juni desselben Jahres stellte er klar, dass er die vierzehnte Staffel sowohl als The Island wie auch Seabound betrachtet. Co-Entwickler Tommy Andreasen erklärte jedoch bereits am 18. Mai 2021, dass er die beiden als zwei verschiedene Staffeln betrachtet. Dies ist somit eine Frage der Interpretation. Ein paar Tage nach der deutschsprachigen Veröffentlichung erschien schließlich ein Video auf dem Lego YouTube-Kanal namens NINJAGO Geheimnis der Tiefe | Unterwasserkönigreich (Original NINJAGO Seabound | Underwater Kingdom | LEGO Family Entertainment), welches die Fans auf die Staffel aufmerksam machen sollte.

## Handlung
Bei dem Versuch, eine Kriminelle namens Miss Achtung am Schmuggel von Tiefenstein zu hindern, beginnt Nya die Kontrolle über ihre Kräfte zu verlieren. Meister Wu erzählt den Ninja, dass der Erste Spinjitzu-Meister einst all die Elemente beherrschte, außer Wind und Wasser, weil diese zu Wojira gehörten, einem Sturm- und Meeresgeist und Gott. Wojira fiel in einen tiefen Schlummer, nachdem ein Krieger der Schlange beide Amulette von der Stirn gerissen hatte. Ray und Maya kommen, um Nya zu helfen, ihre Kräfte zu kontrollieren. Während P.I.X.A.L. und Zane auf einer Mission unterwegs sind, erleben sie einen Energieimpuls aus den Tiefen des Ozeans und stellen fest, dass er Nyas Kräfte beeinflusst hat. Die Ninja beschließen, mit dem Wassersegler, einem Tauchboot, nachzuforschen.
Nya, Jay, Lloyd, Zane und P.I.X.A.L. reisen mit Maya an Bord in die Tiefen des Ozeans. Leider stürzt der Wassersegler ab, so dass sie gestrandet sind. Maya und Nya beschließen, mit Mechs die Energiequelle zu erreichen und entdecken einen Unterwassertempel. Sie finden Kalmaar, den Sohn von König Trimaar, der versucht, die Schlange Wojira zu erwecken. Er nimmt sie gefangen und belauscht Nya dabei, wie sie ihm den Standort des Sturmamuletts verrät. In der Zwischenzeit beschließt Jay, das Risiko einzugehen, die Batterie des Wasserseglers mit Hilfe seiner Elementarkräfte aufzuladen. Nya und Maya werden von Jay und Lloyd gerettet, aber sie werden gefangen genommen und zu König Trimaar gebracht, der sie des unerlaubten Betretens beschuldigt. Kalmaar führt einen Angriff durch, indem er seinen Vater mit seiner Waffe erschlägt und sich zum König der Merlopianer erklärt. Sein Adoptivbruder Benthomaar erfährt die Wahrheit von Trimaar. Benthomaar hilft den Ninjas, aus Merlopia zu entkommen. Sie beschließen, zur Insel zu reisen, um das Sturm-Amulett zu holen, bevor Kalmaar es an sich reißen kann. Die tragische Geschichte von Benthomaar wird enthüllt, eine Geschichte voller Verrat und Betrug, aber auch mit einem Hoffnungsschimmer.
Auf der Insel der Hüter warnen die Ninja den Häuptling, sich auf die Verteidigung des Sturmamuletts vorzubereiten. Zane erkennt jedoch, dass es sich um eine Fälschung handelt und dass das echte Amulett von Kevin Kiesel in den Club der Entdecker gebracht wurde. Wu, Cole, Misako, Kai und Ray kommen im Club der Entdecker an und sind gezwungen, gegen Kalmaar zu kämpfen. Währenddessen nutzt Nya ihre Kräfte, um Wale zu rufen, die den gestrandeten Wassersegler zurück nach Ninjago City bringen. Während Kai Kalmaar durch die Straßen von Ninjago City verfolgt, erhalten Antonia und Nelson, die Zeitungsboden, das Amulett und werden von Kalmaar gejagt, aber er entkommt mit dem Amulett. Benthomaar erzählt den Ninja die Geschichte von Nyad, der ersten Elementarmeisterin des Wassers, die Wojira besiegte, indem sie mit dem eins mit dem Wasser wurde. Als Kalmaar versucht, die Stadt zu verlassen, stiehlt Nya das Amulett und Cole bringt es nach Shintaro, um es zu schützen, ohne zu merken, dass es die Fälschung ist, wodurch Kalmaar Wojira wiedererwecken kann.
Der steigende Meeresspiegel markiert die Invasion von Ninjago City durch Kalmaar, der auf Wojira reitet, und zwingt die Bürger zur Evakuierung. Während die Ninja versuchen, die Zivilisten zu retten, fordert Nya Kalmaar und Wojira heraus. Jay ist in seinem Tauchfahrzeug gefangen und wird von Benthomaar gerettet, atmet aber das Wasser in seinen Lungen ein. Um Jay und Ninjago City zu retten, wird Nya eins mit dem Wasser, ein Akt, der nie wieder rückgängig gemacht werden kann, wodurch das Wasser aus Jays Lunge entfernt wird. Es kommt zu einem Kampf zwischen den Ninja und Kalmaar, bei dem Benthomaar Kalmaars Dreizack zerbricht, wodurch dieser die Kontrolle über Wojira verliert. Dies führt dazu, dass Kalmaar von Wojira verschluckt wird. Nya verwandelt sich in einen Wasserdrachen und besiegt Wojira durch die Zerstörung des Wellenamuletts. Nachdem sie mit dem endlosen Meer verschmolzen ist, kann Nya jedoch nicht länger an Land bleiben und fühlt, wie der Ozean nach ihr ruft. Nach einem tränenreichen Abschied verlässt sie die Ninja und kehrt zum Meer zurück. Danach halten die Ninja eine Gedenkzeremonie zu ihren Ehren ab, und in einer letzten Einstellung sieht man Nya fröhlich mit den Walen schwimmen.

## Episoden
| Nr. (ges.) | Nr. (St.) | Deutscher Titel               | Originaltitel              | Regie                        | Drehbuch                  | Premiere USA  | Dt. Premiere D |
| ---------- | --------- | ----------------------------- | -------------------------- | ---------------------------- | ------------------------- | ------------- | -------------- |
| 165        | 1         | Ein Wasserproblem             | The Big Splash             | Shane Poettcker              | Bragi Schut               | 4. Apr. 2021  | 1. Okt. 2021   |
| 166        | 2         | Der Ruf der Tiefe             | The Call from the Deep     | Wade Cross                   | Bragi Schut               | 4. Apr. 2021  | 1. Okt. 2021   |
| 167        | 3         | Auf Tauchstation              | Unsinkable                 | Daniel Ife                   | Kevin Burke & Chris Wyatt | 11. Apr. 2021 | 1. Okt. 2021   |
| 168        | 4         | Fünfzehntausend Meter tief    | Five Thousand Fathoms Down | Shane Poettcker              | Bragi Schut               | 11. Apr. 2021 | 1. Okt. 2021   |
| 169        | 5         | Ärger mit Kalmaar             | The Wrath of Kalmaar       | Wade Cross                   | Bragi Schut               | 18. Apr. 2021 | 1. Okt. 2021   |
| 170        | 6         | Lang lebe der König           | Long live the King         | Daniel Ife                   | Kevin Burke & Chris Wyatt | 18. Apr. 2021 | 1. Okt. 2021   |
| 171        | 7         | Befreiung aus Merlopia        | Escape from Merlopia       | Shane Poettcker              | Bragi Schut               | 25. Apr. 2021 | 1. Okt. 2021   |
| 172        | 8         | Die Geschichte von Benthomaar | The Story of Benthomaar    | Wade Cross                   | Kevin Burke & Chris Wyatt | 25. Apr. 2021 | 1. Okt. 2021   |
| 173        | 9         | Das Sturm-Amulett             | The Storm Amulet           | Daniel Ife                   | Bragi Schut               | 27. Apr. 2021 | 1. Okt. 2021   |
| 174        | 10        | Das Rätsel der Sphinx         | Riddle of the Sphinx       | Shane Poettcker              | Kevin Burke & Chris Wyatt | 27. Apr. 2021 | 1. Okt. 2021   |
| 175        | 11        | Die Zeitungsbotin             | Papergirl                  | Wade Cross                   | Bragi Schut               | 28. Apr. 2021 | 1. Okt. 2021   |
| 176        | 12        | Meisterin des Meeres          | Master of the Sea          | Daniel Ife                   | Kevin Burke & Chris Wyatt | 28. Apr. 2021 | 1. Okt. 2021   |
| 177        | 13        | Die Ruhe vor dem Sturm        | The Calm before the Storm  | Shane Poettcker              | Bragi Schut               | 29. Apr. 2021 | 1. Okt. 2021   |
| 178        | 14        | Ninjago unter Wasser          | Attack on Ninjago City     | Wade Cross                   | Kevin Burke & Chris Wyatt | 29. Apr. 2021 | 1. Okt. 2021   |
| 179        | 15        | Nyad                          | Nyad                       | Daniel Ife                   | Bragi Schut               | 30. Apr. 2021 | 1. Okt. 2021   |
| 180        | 16        | Gezeitenwende                 | The Turn of the Tide       | Wade Cross & Shane Poettcker | Bragi Schut               | 30. Apr. 2021 | 1. Okt. 2021   |

## Anerkennung
Im Jahr 2022 erhielt die Staffel vier Nominierungen in der Kategorie Animationsserie der Leo Awards für das beste Programm (gemeinsam mit Staffel 14), die beste Regie für Gezeitenwende, die beste Art Direction für Nyad und den besten Ton für Ninjago unter Wasser.